# ثوركاستون (إنجلترا)
ثوركاستون (بالإنجليزية: Thurcaston)‏ هي قرية وسابقة بلدية مدنية، والآن تتبع كنيسة ثركاستون وكروبستون، في منطقة تشارنوود، في مقاطعة ليسترشير، إنجلترا. كانت منزل المطران هيو لاتيمر.
تقترب من قرى أنستي وكروبستون، بالإضافة إلى ضاحية ليستر بومونت ليس. تجري نهر روثلي بروك عبر القرية. يمر الطريق السريع A46 ليستر الغربي بالقرب من القرية، مفصلًا بينها وبين ليستر وبرستل وبومونت ليز.
تاريخ قرية ثروكاستون يمتد على الأقل إلى القرن الثامن الميلادي، وتضم كنيسة وعدة منازل قديمة، بالإضافة إلى كنيسة صغيرة جدًا تابعة للميثوديين. بشكل عام، هناك قليل من الممتلكات التجارية، ولكن هناك حانة تسمى "ويتشيف إن"، ومعرض للإلكترونيات يدعى "تيباتس إلكترونيكس". هناك خدمة حافلة واحدة فقط، تديرها شركة سنتربوس تحمل الرقم 154 وتعمل بأقصى تردد ساعي. تم إغلاق الخدمة السابقة، الخدمة 55، في أواخر العقد 2000.
الحقول الكبيرة بين خط السكة الحديدية الرئيسي ومنازل سكان طريق ليستر تشكل مكانًا شائعًا لتمشية الكلاب وركوب الخيول.
يُناقش مشروع تطوير سكني مخطط له مع مجلس بلدية تشارنوود، والذي سيشهد إقامة ما يصل إلى 50 منزلاً، بالإضافة إلى مركز مجتمعي وحديقة، بما في ذلك نظام صرف صحي مستدام مع وصول من طريق الميل، ويقع المساحة الكبيرة من الأرض شرقًا من طريق الميل. 

## الرعية المدنية
في 1 إبريل 1935، دُمجت بلدية كروبستون مع ثركاستون، ودُمجت أجزاء من بومونت ليز أيضًا. في 7 أغسطس 1989، أُعيد تسمية الرعية إلى "ثوركاستون وكروبستون". في عام 1931 كان عدد سكان أبرشية ثوركاستون (قبل الدمج) 336.

## مدرسة ريتشارد هيل الابتدائية
المدرسة القرية هي مدرسة ريتشارد هيل الابتدائية، التي تأسست في عام 1715 على يد ريتشارد هيل، ساكن القرية. في البداية، كانت مدرسة ريتشارد هيل الابتدائية موجودة في مكان آخر على طريق أنستي، ولكن بعد التوسع في قاعة النصب التذكاري في أوائل الستينيات من القرن الماضي، تم نقلها إلى موقع آخر أقرب إلى طريق ليستر في عام 1968، بعد قبول المزيد من الطلاب من كروبستون وأل سانتس/هول فارم رود. وُسعت بمزيد من الغرف الصفية في عام 1970.
أطفال ثركاستون ينتقلون إلى مدرسة مارتن الثانوية في القرية المجاورة أنستي من سن 11 إلى 16 عامًا، ويمكنهم أيضًا الالتحاق بأكاديمية سيدارز وأكاديمية رولينز للفئة العمرية من 11 إلى 18 عامًا.